# Грб Еквадора
Грб Еквадора је званични хералдички симбол јужноамеричке државе Еквадор. Грб је усвојен 1900. године. 

## Опис грба
Грб се састоји од овалног штита на којем се налази вулкан Чимборазо и река Гвајас на којој се налази истоимени брод. На горњем делу штита налазе се зодијачки знакови Овна, Бика, Близанаца и Рака који представљају годишње доба од марта до јула, односно симболи су еквадорске Мартовске револуције из 1845. године. Изнад штита је кондор с раширеним крилима - симбол моћи, величине и снаге Еквадора. Око штита се вијоре четири заставе Еквадора. У подножју штита стоји фасцио, симбол идеала републике.

## Историјски грбови
- Слободна провинција Гвајаквил (1820)
- Велика Колумбија (1821–1830)
- Еквадор (1830–1835)
- Еквадор (1835–1843)
- Еквадор (1843–1845)
- Еквадор (1845–1860)
- Еквадор (од 1860)